# فامایلا
فامایلا (به اسپانیایی: Famaillá) یک منطقهٔ مسکونی در آرژانتین است که در Famaillá Department واقع شده‌است. فامایلا ۲۲٬۹۲۴ نفر جمعیت دارد و ۷۵۰ متر بالاتر از سطح دریا واقع شده‌است.